# Інгер Ірвінг Каус
Інгер Ірвінг Каус (англ. Eanger Irving Couse; 1866, Сагіно, Мічиган — 1936, Альбукерке, Нью-Мексико) — американський художник. Картини Кауса посвячені життю індіанців, штату Нью-Мексико та в цілому північно-західним США.
З приводу вимови своєї не традиційного для англійської мови прізвища він відповів кореспонденту журналу The Literary Digest, що вона римується зі словом house.

## Біографія

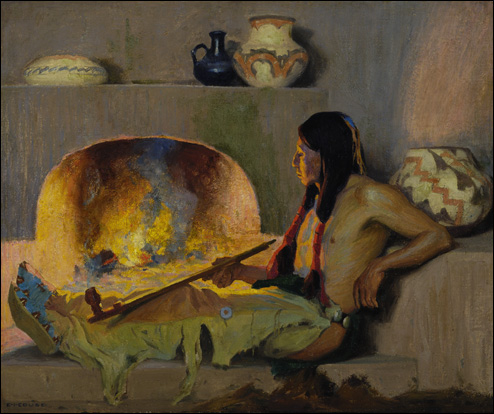
'

Народився в місті Сагіно в штаті Мічиган; там же вперше почав малювати індіанців із племені чипева, які мешкали поблизу. Навчався в Чиказькому інституті мистецтв та в Національній академії дизайну в Нью-Йорку. Потім в Парижі навчався в Школі витончених мистецтв та Академії Жюліана під керівництвом Уільяма Адольфа Бугро. Прожив у Франції 10 років, там же створив пейзажі узбережжя Нормандії.
Після повернення в США присвятив себе відображенню життя та звичаїв індіанців селища Таос у штаті Нью-Мексико, які належали групі пуебло в штаті Нью-Мексико. Взяв активну участь у Колонії мистецтв Таоса, у 1915 році став одним із засновників Школи художників Таоса (англ. Taos Society of Artists).
Неодноразово виставляв свої роботи и завойовував нагороди на виставках Паризького салону, Чиказького інституту мистецтв, Національної академії дизайну (премія Альтмана, 1916), Клуба Салмагунді (англ. Salmagundi Club, премія Ісідора, 1917), та інші.
Каус похований у Таос-Пуебло.